# Olen, Antwerpen
Olen là một đô thị ở tỉnh Antwerp. Đô thị này gồm 3 thị ttrấn. Tại thời điểm ngày 1 tháng 1 năm 2006, Olen có dân số 11.314 người. Tổng diện tích là 23,17 km² với mật độ dân số là 488 người trên mỗi km².
Đây là nơi sinh của nhà văn Walter van den Broeck.